# Günther Laukien
Günther Laukien (Eschringen, 23 de maio de 1924 – Karlsruhe, 29 de abril de 1997) foi um físico e empresário alemão.

## Vida e obra
Após estudar física na Universidade de Tübingen foi assistente de física experimental no Instituto de Física da Universidade de Stuttgart, onde concentrou seu trabalho na então nova área de pesquisa da Ressonância Nuclear Magnética. Em 1958 publicou um trabalho fundamental com 256 páginas sobre esta sua área de pesquisas no Handbuch der Physik.
Em 1960 tornou-se Professor de Física Experimental da Universidade de Karlsruhe. Em 1968 tornou-se Professor de Engenharia Elétrica da Universidade de Bochum.
De 1960 até sua morte em 1997 dirigiu a firma fundada por ele, Bruker.
Laukien foi desde 1988 membro da Academia de Ciências da Rússia.

## Obras
- Kernmagnetische Hochfrequenz-Spektroskopie, in Siegfried Flügge, Handbuch der Physik, Volume 38-1, 1958.